# Chapelle Saint-Mériadec de Baden
La chapelle Saint-Mériadec est une chapelle française située à Baden dans le Morbihan.

## Localisation
La chapelle Saint-Mériadec est située sur la commune de Baden (Morbihan) et plus précisément dans le hameau de Mériadec.

## Dédicataire
La chapelle est vouée à deux saints : 
- Saint-Mériadec, un Saint Breton du VIIe siècle, descendant présumé du roi breton légendaire Conan Mériadec et évêque de Vannes[2].
- Isidore le laboureur (1070-1130), un ouvrier agricole espagnol canonisé au XVIe siècle[3].

## Histoire
La chapelle daterait de la Renaissance. Abîmée durant la Révolution, elle est restaurée en 1812, puis agrandie en 1856 dans le sens de la longueur. La dernière restauration remonte aux années 1980 : elle concernait la toiture et le lambris de la voûte.
La chapelle souffre aujourd'hui de problèmes d'humidité avec la présence de "fissures et de problèmes de joints". 
L'association "les amis de la chapelle de Mériadec" a été créée en 1986 pour la préserver : elle comptait 85 adhérents en 2021.
Un pardon s'y déroule chaque année le deuxième dimanche d'août.

## Architecture
La chapelle Saint-Mériadec est basée sur un plan rectangulaire, avec une aile au sud abritant la sacristie. Elle est basée sur un plan allongé. 
Les murs en pierre sont recouverts d'un enduit à la chaux.

## Mobilier
Au-dessus de la porte d'entrée, on trouve une statue de Saint-Anne, surplombée du clocheton. 
Par ailleurs, la voute de la chapelle est couverte de lambris. 
Le cœur de la chapelle est quant à lui rehaussé : on y trouve un petit autel en bois peint, ainsi qu'un tableau de Saint Mériadec entouré de trois statues : une représentant Saint Isidore, une autre Saint Mériadec et un Christ en croix. 
On trouve aussi sur les côtés de la chapelle une statue de la Vierge Marie, et une autre de Saint Joseph, ainsi que trois bateaux situés sur le mur de l'entrée et un ex-voto. 
Enfin, on a également une fontaine datée de 1778 située à proximité de la chapelle ainsi qu'un autel. 